# Wil Lust
Wilhelmina Maria (Wil) Lust (Zaandam, 19 juni 1932) is een Nederlandse voormalige atlete, die in de jaren na de Tweede Wereldoorlog van zich deed spreken. Lust was een veelzijdig talent en richtte zich daarom in eerste instantie op de meerkamp. Bekendheid verwierf ze echter vooral door haar prestaties als verspringster en sprintster. Zij veroverde vier Nederlandse titels en nam eenmaal deel aan de Olympische Spelen.

## Biografie

### Met achttien jaar zilver op EK
Willy Lust is waarschijnlijk een van de jongste Nederlandse atletes geweest die met succes aan een groot internationaal seniorentoernooi hebben deelgenomen. Want reeds als achttienjarige was zij present bij de Europese kampioenschappen in Brussel in 1950, waar zij met een sprong van 5,63 m bij het verspringen prompt een zilveren medaille veroverde.

### Deelname aan OS
Het hoogtepunt van haar veel te korte atletiekcarrière was haar uitzending naar de Olympische Spelen in Helsinki in 1952. Bij het verspringen eindigde Willy Lust na een hard duel als vijfde met een sprong van 5,81, een persoonlijk record. Daarnaast nam zij deel aan de 4 x 100 m estafette. Samen met Gré de Jongh, Nel Büch en Puck van Duyne-Brouwer vestigde zij in de series in 47,1 s een nationaal record. In de finale werd de ploeg in 47,8 echter zesde en laatste. Op het derde nummer waarvoor zij aantrad, de 80 m horden, sneuvelde zij in de series.

### Half uur eerder naar huis
De omstandigheden waaronder in de jaren na de Tweede Wereldoorlog topsport werd bedreven, weken aanzienlijk af van die van tegenwoordig. Wil Lust had een volledige baan (toen nog 48 uur per week, inclusief de zaterdagochtend) als telefoniste bij Albert Heijn. Toen al in een vroeg stadium vast stond, dat zij een van de zekere kandidaten was voor Helsinki, mocht zij van haar werkgever op trainingsdagen een half uur eerder naar huis. Huisbaas Verkade regelde dat Wil, ook als de voetballers recht hadden op het sportveld, in elk geval kon trainen. Daarmee is alles wat er over ‘sponsoring’ te vertellen valt wel gezegd.

### Emigratie naar Australië
In 1954 kwam er door haar emigratie naar Australië een einde aan de atletiekloopbaan van de Zaanse, inmiddels door haar huwelijk Wil Posma-Lust geheten. Op haar conduitestaat prijkten toen, naast de reeds genoemde prestaties, een nationaal vijfkamprecord, twee nationale vijfkamp- en twee nationale verspringtitels.
In haar nieuwe vaderland startte Wil Lust na enige tijd samen met haar echtgenoot een eigen boerderij. Sindsdien heeft zij zich met hart en ziel gewijd aan haar gezin en het boerenbedrijf.

### Sportpenning Zaanstad
Sinds 3 oktober 2003 draagt de atletiekaccommodatie van AV Zaanland in Zaandam Wil Lusts naam.
Op 2 juli 2008 ontving zij van burgemeester Geke Faber de sportpenning van de gemeente Zaanstad voor haar sportprestaties tussen 1950 en 1954. Dit vond plaats tijdens een bezoek, dat zij met enkele vrienden en vriendinnen uit haar glorietijd en met haar dochter en zuster maakte aan de baan van AV Zaanland. Willy Lust, die aangedaan was door de warme ontvangst en door de aanblik van haar naam bij de poort en op het clubgebouw, toerde vervolgens nog een aantal dagen door Europa om daarna weer terug te keren naar waar ze in 1954 naartoe emigreerde, Queensland in Australië, in de buurt van Cairns.

## Nederlandse kampioenschappen
| Onderdeel   | Jaar       |
| ----------- | ---------- |
| vijfkamp    | 1950, 1951 |
| verspringen | 1952, 1953 |

## Persoonlijke records
| Onderdeel   | Prestatie | Datum             | Plaats   |
| ----------- | --------- | ----------------- | -------- |
| 80 m horden | 11,4 s    | 21 september 1952 | Berlijn  |
| verspringen | 5,81 m    | 23 juli 1952      | Helsinki |

## Onderscheidingen
- KNAU-beker - 1953
- Sportpenning gemeente Zaanstad - 2008